# Verspah Ōita
Verspah Ōita (jap. ヴェルスパ大分 Verusupa Ōita) ist ein japanischer Fußballverein aus Yufu in der Präfektur Ōita. Er spielt seit 2012 in der Japan Football League.

## Geschichte
Der Verein wurde im August 2003 von Mitarbeitern des Unternehmens Hōyō Seikō K.K. als Hoyo FC (HOYO FC, HOYO Efu Shī) gegründet. Innerhalb weniger Jahre arbeitete er sich durch die Ligen der Präfektur Ōita nach oben und stieg am Ende der Saison 2009 in die Kyūshū-Regionalliga auf. In den folgenden zwei Jahren konnte jeweils die Meisterschaft errungen werden, was mit der Qualifikation für die nationalen Regionalligen-Finalrunde. Hier scheiterte man 2010 noch in der Vorrunde, bevor ein Jahr später der Aufstieg in die Japan Football League gelang.

## Vereinsname
Trotz seiner kurzen Existenz durchlief der Verein bereits eine Reihe von Namensänderungen. Bemerkenswert ist hierbei, dass im Gegensatz zum für Wortschöpfungen oder Adaptierungen fremder Worte üblichen Gebrauch von Katakana bis 2013, vom 2010 hinzugefügten Namen der Präfektur abgesehen, durchgängig lateinische Buchstaben verwendet wurden:
- 2003–2004 HOYO FC
- 2005–2009 HOYO Atletico ELAN
- 2010 HOYO Atletico ELAN Ōita (HOYO Atletico ELAN大分)
- 2011–2012 HOYO AC ELAN Ōita (HOYO AC ELAN大分)
- 2013 HOYO Ōita (HOYO大分)

Im Jahr 2014 wurde mit dem Ziel, eine außerordentliche J.-League-Mitgliedschaft anzustreben, der Firmenname durch ein aus zwei Worten zusammengesetztes Portmanteau ersetzt. Durch Verschmelzen des portugiesischen „vermelho“ (rot, auf die Hauptfarbe des Teams verweisend) und dem englischen „spa“ (Quelle, bezogen auf die Vielzahl an heißen Quellen im nahegelegenen Beppu) entstand „Verspah“ (ヴェルスパ Verusupa). Das angehängte „h“ ist hierbei eine Erinnerung an den alten Mannschaftsnamen HOYO.

## Erfolge
- Oita Prefecture League 3rd Division

Sieger: 2005
- Oita Prefecture League 2nd Division

Sieger: 2006
- Oita Prefectural League (Div. 1)

Sieger: 2009
Platz 2: 2007
- Kyushu Soccer League

1. Platz: 2010, 2011

## Stadion
Der Verein trägt seine Heimspiele im Oita Sports Park, auch unter dem Namen Oita Athletic Stadium bekannt, in Ōita in der Präfektur Ōita aus. Das Stadion hat ein Fassungsvermögen von 16.000 Zuschauern.

## Spieler
Stand: April 2022
| Nr. |       | Position | Name               |
| --- | ----- | -------- | ------------------ |
| 1   | Japan | TW       | Takashi Himeno     |
| 2   | Japan | AB       | Naoki Tsuchiya     |
| 3   | Japan | AB       | Takahiro Urashima  |
| 4   | Japan | AB       | Daigo Nishimura    |
| 5   | Japan | AB       | Takuto Honda       |
| 6   | Japan | AB       | Naoki Tsuchida     |
| 7   | Japan | MF       | Takumi Nakano      |
| 8   | Japan | MF       | Hirohito Shinohara |
| 9   | Japan | ST       | Kazuho Yamasaki    |
| 10  | Japan | ST       | Kento Yabuuchi     |
| 11  | Japan | MF       | Rui Tone           |
| 13  | Japan | MF       | Naoya Yoshida      |
| 14  | Japan | MF       | Hayato Nishinoue   |
| 15  | Japan | AB       | Asahi Yamade       |

| Nr. |       | Position | Name                |
| --- | ----- | -------- | ------------------- |
| 16  | Japan | MF       | Genki Tateiwa       |
| 17  | Japan | MF       | Takumi Fujimoto     |
| 18  | Japan | ST       | Makoto Nakamura     |
| 19  | Japan | MF       | Mitsuaki Nishimura  |
| 20  | Japan | TW       | Yasuhiro Watanabe   |
| 21  | Japan | MF       | Kanta Kokura        |
| 23  | Japan | AB       | Kimiaki Nishikawa   |
| 25  | Japan | MF       | Tomohiro Ogawa      |
| 28  | Japan | MF       | Shūto Watanabe      |
| 29  | Japan | AB       | Shun Taketa         |
| 30  | Japan | MF       | Tsutomu Murata      |
| 33  | Japan | ST       | Hiroki Maeda        |
| 34  | Japan | TW       | Tatsunori Matsumoto |

## Trainer
Stand: März 2025
| Trainer           | Nation | von             | bis               |
| ----------------- | ------ | --------------- | ----------------- |
| Haruo Yuki        | Japan  | 1. Januar 2012  | 31. Dezember 2015 |
| Tōru Sano         | Japan  | 1. Februar 2016 | 31. Januar 2018   |
| Shigemitsu Sudō   | Japan  | 1. Februar 2018 | 31. Januar 2021   |
| Takashi Yamahashi | Japan  | 1. Februar 2021 | 31. Januar 2025   |
| Gen Nakamura      | Japan  | 1. Februar 2025 |                   |

## Saisonplatzierung
| Saison | Liga                                 | Platz | Kaiserpokal  |
| ------ | ------------------------------------ | ----- | ------------ |
| 2007   | Oita Prefectural League (Division 1) | 2.    |              |
| 2008   | Oita Prefectural League (Division 1) | 3.    |              |
| 2009   | Oita Prefectural League (Division 1) | 1.    |              |
| 2010   | Kyushu Soccer League                 | 1.    | 1. Runde     |
| 2011   | Kyushu Soccer League                 | 1.    | 1. Runde     |
| 2012   | Japan Football League                | 15.   | 2. Runde     |
| 2013   | Japan Football League                | 15.   | 2. Runde     |
| 2014   | Japan Football League                | 7.    | 2. Runde     |
| 2015   | Japan Football League                | 10.   | 2. Runde     |
| 2016   | Japan Football League                | 13.   |              |
| 2017   | Japan Football League                | 14.   | 2. Runde     |
| 2018   | Japan Football League                | 9.    | 1. Runde     |
| 2019   | Japan Football League                | 7.    | 1. Runde     |
| 2020   | Japan Football League                | 1.    | 4. Runde     |
| 2021   | Japan Football League                | 3.    | Achtelfinale |
| 2022   | Japan Football League                | 8.    | 2. Runde     |
| 2023   | Japan Football League                | 6.    | 3. Runde     |
| 2024   | Japan Football League                | 6.    |              |
| 2025   | Japan Football League                |       |              |